# Antonio Margarito
Antonio Margarito Montiel (Tijuana, Baja California, México, 18 de marzo de 1978) es un ex-boxeador profesional mexicano, excampeón mundial wélter,que logró una vida de triunfos, convirtiéndose en el campeón de WBA, de la IBF y de la WBO. Una carrera que está llena de dudas debido a las frecuentes acusaciones de usar yeso en sus guantes.

## Peso wélter
Tuvo un récord de 18-3 en su carrera de aficionado que fue relativamente breve, lo que indica que rápidamente se convirtió en profesional porque necesitaba el dinero. Hizo su debut a la edad de 15 años, cuando venció a José Trujillo en Tijuana por decisión. El 25 de abril derrotó a Víctor Angulo en el segundo asalto. El 17 de octubre, sin embargo, sufrió su primera derrota contra Víctor Lozoya por decisión en seis asaltos. En los siguientes seis combates perdió dos, sin embargo, después tuvo una racha de victorias. Tuvo notables peleas con Alfred Ankamah, Soberanes Juan, Sergio Martínez, Buck Smith, David Kamau y Frankie Randall, excampeón mundial de peso superligero.
El 21 de julio de 2001 obtuvo su primera pelea de título mundial contra el zurdo Daniel Santos para el cetro mundial wélter de la Organización Mundial de Boxeo, en el Coliseo Rubén Rodríguez en Bayamón, Puerto Rico. La pelea tuvo que ser detenida en el primer asalto como consecuencia de un choque de cabezas que abrió heridas profundas en ambos combatientes y los envió a ambos a un hospital cercano. Como el combate no había llegado a cuatro asaltos, fue declarado nulo y Santos retuvo el cinturón.

## Título mundial
Santos dejó vacante el título mundial wélter OMB para subir de peso, y a Margarito se le asignó para pelear contra Antonio Díaz por la corona mundial vacante. El 16 de marzo de 2002 se coronó campeón del mundo, superando a Díaz por nocaut en el 10.º asalto. Defendió esa corona ante Danny Pérez y ante el excampeón mundial de la Asociación Mundial de Boxeo Andrew Lewis. Subió de peso para tratar de atraer a Fernando Vargas, Óscar de la Hoya o Shane Mosley en una pelea de lucro, o Santos en una revancha en peso superwélter. El 17 de octubre de 2003 hizo su debut en peso superwélter con un nocaut en el segundo asalto sobre Maurice Brantley en Phoenix, Arizona. El 31 de enero de 2004 regresó a la división wélter, conservó su título con un nocaut en el segundo asalto contra Hercules Kyvelos .
Se enfrentó a Daniel Santos en una revancha el 11 de septiembre del mismo año, en el Coliseo José Miguel Agrelot en San Juan , por el título mundial peso superwélter de la OMB. La revancha también terminó a causa de un cabezazo, pero esta vez, la pelea ya había pasado los cuatro asaltos, y perdió por decisión técnica. El 23 de abril de 2005 retuvo su título wélter OMB contra otro puertorriqueño, el invicto Kermit Cintrón, derribándolo cuatro veces en su camino a un nocaut en el quinto asalto. Después de casi diez meses, regresó al ring el 18 de febrero de 2006, reteniendo su título con un nocaut en la primera ronda ante Manuel Gómez, que había durado once asaltos ante Mosley con el título FIB de peso ligero en juego. El 2 de diciembre de 2006 Margarito derrotó al futuro campeón Joshua Clottey por decisión unánime en doce asaltos.

## Pérdida del título y su regreso
El 14 de julio de 2007 perdió por decisión unánime en 12 asaltos ante el invicto Paul Williams, con lo cual perdió su cinturón de la Organización Mundial de Boxeo. Después de la pelea argumentó que había conectado los golpes más importantes, aunque se demostró que la relación de golpes había sido de 2-1 para Williams. Poco después se enfrentó otra vez a Kermit Cintrón por el título wélter de la Federación Internacional de Boxeo. En el sexto asalto consiguió noquearlo y ganar el título.

## Miguel Cotto
Después de su éxito ante Cintrón, la Federación Internacional de Boxeo le ordenó luchar contra el número de la organización, Joshua Clottey, quien había sido derrotado previamente por Margarito en el 2006. En lugar de aceptar una revancha ante Clottey, dejó vacante el título y acordó una pelea con el invicto y campeón de la Asociación Mundial de Boxeo Miguel Cotto, de Puerto Rico. El combate tuvo lugar el 26 de julio de 2008, en Las Vegas, Nevada. Cotto dominó los primeros asaltos, pero Antonio Margarito volvió con ritmo implacable para obtener la victoria en una de las peleas del año.

## Shane Mosley
Peleó ante Shane Mosley el 24 de enero de 2009 en el Staples Center en Los Ángeles, California. Perdió la pelea y su título de la Asociación Mundial de Boxeo por nocaut técnico en el 9.º asalto. La controversia surgió cuando un entrenador de Mosley protestó por el vendaje de Margarito. El Departamento de Justicia confirmó más tarde el que el vendaje era ilegal. Margarito tuvo que vendarse varias veces antes de la pelea, pero la Comisión Atlética del Estado de California consideró las pruebas y junto a su entrenador Javier Capetillo fueron declarados culpables de alterar los vendajes, y suspendidos durante un año.

## Roberto García
El 13 de marzo de 2010 estaba programado un combate ante Carson Jones, pero por razones no especificadas Top Rank anunció que no se celebraría. Después de estar suspendido durante un año, el 8 de mayo regresó con una victoria por decisión unánime ante el mexicano-estadounidense Roberto García (21-3) con resultado 99-89, 100-88 y 99-90, en una pelea que dominó en gran parte de los 10 asaltos. Antes de la pelea expresó su interés en pelear contra el boxeador filipino Manny Pacquiao.

## Contra Manny Pacquiao
El 23 de julio de 2010 Bob Arum anunció que se enfrentaría a Manny Pacquiao por el título de peso superwélter del Consejo Mundial de Boxeo. El cinturón lo había dejado vacante el argentino Sergio «Maravilla» Martínez al subir de categoría al peso medio. La pelea tuvo lugar el 13 de noviembre de 2010 en el Cowboys Stadium en Arlington, Texas, ya que Margarito tenía licencia para pelear en ese estado. Durante su preparación para el combate, tuvo cuatro sparrings zurdos: el invicto Karim Martínez, Cleotis Pendarvis, el aspirante número uno al título mundial del peso superwélter de la Asociación Mundial de Boxeo Austin Trout y el medallista de plata de los Juegos Olímpicos de Pekín 2008, Ricardo Williams.
La pelea fue pactada con un «catchweight» en 151 libras y con una cláusula de rehidratación el día de la pelea lo cual generó una gran controversia ya que Antonio Margarito lucía inusualmente delgado, lento y casi no lanzó golpes durante la pelea, a pesar de ello todo una diferencia de casi 3,4 libras (1,5 kg) de peso además de 11 cm de altura y 15 cm de alcance a favor de Margarito, este fue dominado por Pacquiao y sufrió un severo castigo durante todos los asaltos. Terminó con el ojo izquierdo prácticamente cerrado y con una fractura en el hueso orbital. Pacquiao fue declarado ganador de la pelea por decisión unánime (120-108, 119-109 y 118-108).

## Revancha de Miguel Cotto
Peleó la revancha contra Miguel Cotto por el título mundial peso superwélter de la Asociación Mundial de Boxeo en el Madison Square Garden de Nueva York el 3 de diciembre de 2011, previamente Miguel Cotto afirmó que lo vencería limpiamente después del escándalo por haber supuestamente utilizado yeso en sus guantes. Previo a pelea, Antonio Margarito tuvo varios contratiempos para obtener la licencia de boxeador debido a la lesión en el ojo derecho que sufrió en su combate contra Manny Pacquiao, y después de una cirugía por una fractura en el hueso orbital, Margarito presentó problemas durante los entrenamientos y evitó a los sparrings durante todo el campamento. El árbitro y el médico del combate pararon la pelea en el noveno asalto porque Margarito tenía el ojo derecho completamente cerrado y no tenía visibilidad. Así Cotto conservó el título del peso superwélter de la Asociación Mundial de Boxeo.

## Retiro
El día 7 de junio (2012) Antonio Margarito anunció su retiro oficial del ensogado. «Si no puedo competir al 100 %, no quiero volver al ring, es mejor que me retire»; estas fueron las palabras dichas por el pugilista mexicano.[cita requerida] Sergio Díaz fue quien dio a conocer la noticia de manera oficial.[cita requerida]

## Regreso
En octubre de 2015 Antonio Margarito anunció su regreso al boxeo profesional, que podría ser la primera semana de diciembre de 2015 en Estados Unidos con rival por definir.
«El Tornado de Tijuana» buscaba una tercera pelea con Miguel Cotto, quien enfrentara a Canelo Álvarez el 21 de noviembre de 2015, pues aseguraba que el boricua «pega como niña» y que lo podía vencer en lo que sería la tercera pelea entre los pugilistas.
Entretanto, en su regreso, Antonio Margarito salió victorioso por decisión unánime ante Jorge «Maromerito» Páez, en pelea disputada el 5 de marzo de 2016 en la Arena Ciudad de México, en la capital mexicana, siendo su siguiente rival Ramón «El Inocente» Álvarez, hermano de Saúl «El Canelo» Álvarez.
La pelea entre Antonio Margarito y Ramón Álvarez se efectuo el 13 de agosto de 2016 en el Centro de Convenciones, Rosarito, Baja California donde «el Tornado de Tijuana» salió victorioso por decisión dividida. Margarito dio una buena pelea, demostrando la gran experiencia y el buen boxeo que, a sus 38 años, aún conservaba. Tras la pelea Margarito mencionó en entrevistas que quería una pelea con Saúl «El Canelo» Álvarez, o bien, el que sería su tercer combate, ante el puertorriqueño Miguel Ángel Cotto, pero también comentó que si no podía ser alguno de ellos dos, estaba listo para cualquier pelea, con la mira en un campeonato mundial.

## Yeso en los vendajes
Margarito fue acusado de utilizar un vendaje con un material similar al yeso en su pelea con Shane Mosley. Quien se percató fue el entrenador de Shane, Naazim Richardson, quien al final de la pelea notó que había algo raro dentro del guante de Margarito.
Esta situación llevó a que vayan a juicio, donde el entrenador de Margarito, Javier Capetillo, argumentó que «los cojines eran de otro peleador» y que se confundió al ponerlos en su maleta.
La Comisión Atlética de California los encontró culpables a ambos por este caso, dándole una suspensión de solo 1 año hasta poder subirse nuevamente a un ring.

## Títulos mundiales
- Campeón mundial de peso wélter de la OMB
- Campeón mundial de peso wélter de la FIB
- Campeón mundial de peso wélter de la AMB

## Récord profesional
| Res.     | Récord | Oponente                | Tipo | Rd., Tiempo     | Fecha      | Localización                                                         | Notas                                                       |
| Victoria | 41-8   | Carson Jones            | TD   | 7 (10)          | 2017-09-02 | Gimnasio Manuel Bernardo Aguirre, Chihuahua, México                  |                                                             |
| Victoria | 40-8   | Ramón Álvarez           | SD   | 10 (10)         | 2016-08-13 | Centro De Convenciones, Rosarito, Baja California                    | For vacant WBO Intercontinental Light Middleweight title    |
| Victoria | 39-8   | Jorge "Maromerito" Páez | UD   | 10              | 2016-03-05 | Arena Ciudad de México, Ciudad de México, México.                    | Regreso al boxéo profesional.                               |
| Derrota  | 38-8   | Miguel Cotto            | RDT  | 10              | 2011-12-03 | Madison Square Garden, Nueva York, Estados Unidos.                   | En juego el título de peso superwélter de la AMB.           |
| Derrota  | 38-7   | Manny Pacquiao          | UD   | 12              | 2010-11-13 | Cowboys Stadium, Arlington, Estados Unidos.                          | En juego el título de peso superwélter del CMB.             |
| Victoria | 38-6   | Roberto García          | UD   | 10              | 2010-05-08 | Plaza de Toros Monumental de Aguascalientes, Aguascalientes, México. | Gana el título internacional de peso medio-ligero del CMB.  |
| Derrota  | 37-6   | Shane Mosley            | TKO  | 9 (12), (0:43)  | 2009-01-24 | Staples Center, Los Ángeles, Estados Unidos.                         | Pierde el título mundial de peso wélter de la AMB.          |
| Victoria | 37-5   | Miguel Cotto            | TKO  | 11 (12) (2:05)  | 2008-07-26 | MGM Grand, Las Vegas, Estados Unidos.                                | Gana el título mundial de peso wélter de la AMB.            |
| Victoria | 36-5   | Kermit Cintrón          | KO   | 6 (12), (1:57)  | 2008-04-12 | Boardwalk Hall, Atlantic City, Estados Unidos.                       | Gana el título de peso wélter de la IBF.                    |
| Victoria | 35-5   | Golden Johnson          | TKO  | 1 12), (2:28)   | 2007-11-10 | Madison Square Garden, Nueva York, Estados Unidos.                   | Gana el título inercontinental de peso wélter de la OMB.    |
| Derrota  | 34-5   | Paul Williams           | UD   | 12              | 2007-07-14 | Home Depot Center, Carson, Estados Unidos.                           | Pierde el título de peso wélter de la OMB.                  |
| Victoria | 34-4   | Joshua Clottey          | UD   | 12              | 2006-12-02 | Boardwalk Hall, Atlantic City, Estados Unidos.                       | Retiene el título de peso wélter de la OMB.                 |
| Victoria | 33-4   | Manuel Gómez            | TKO  | 1 12), (1:14)   | 2006-02-18 | The Aladdin, Las Vegas, Estados Unidos.                              | Retiene el título de peso wélter de la OMB.                 |
| Victoria | 32-4   | Kermit Cintrón          | TKO  | 5 (12), (2:12)  | 2005-04-23 | Caesar's Palace, Las Vegas, Estados Unidos.                          | Retiene el título de peso wélter de la OMB.                 |
| Victoria | 31-4   | Sebastián Luján         | TKO  | 10 (12), (2:57) | 2005-02-18 | Boardwalk Hall, Atlantic City, Estados Unidos.                       | Retiene el título de peso wélter de la OMB.                 |
| Derrota  | 30-4   | Daniel Santos           | TD   | 10 (12), (3:00) | 2004-09-11 | Coliseo José Miguel Agrelot, Hato Rey, Puerto Rico.                  | En juego el título de peso wélter de la OMB.                |
| Victoria | 30-3   | Hercules Kyvelos        | TD   | 2 (12), (0:54)  | 2004-01-31 | Dodge Theater, Phoenix, Estados Unidos.                              | Retiene el título de peso wélter de la OMB.                 |
| Victoria | 29-3   | Maurice Brantley        | TKO  | 2 (10), (2:47)  | 2003-10-17 | Celebrity Theater, Phoenix, Estados Unidos.                          |                                                             |
| Victoria | 28-3   | Andrew Lewis            | TD   | 2 (12), (2:31)  | 2003-02-08 | Mandalay Bay Las Vegas, Estados Unidos.                              | Retiene el título de peso wélter de la OMB.                 |
| Victoria | 27-3   | Danny Pérez             | UD   | 12              | 2002-10-12 | Arrowhead Pond, Anaheim, Estados Unidos.                             | Retiene el título de peso wélter de la OMB.                 |
| Victoria | 26-3   | Antonio Díaz            | TKO  | 10 (12), (2:17) | 2002-03-16 | Bally, Las Vegas, Estados Unidos.                                    | Gana el título vacante de peso wélter de la OMB.            |
| NC       | 26-3   | Daniel Santos           | NC   | 1 (12), (2:11)  | 2001-07-21 | Coliseo Rubén Rodríguez, Bayamón, Puerto Rico.                       | En juego el título de peso wélter de la OMB.                |
| Victoria | 25-3   | Robert West             | KO   | 1 (10), (2:19)  | 2001-03-30 | Convention Center, Fort Worth, Estados Unidos.                       |                                                             |
| Victoria | 24-3   | Frankie Randall         | RTD  | 4 (10)          | 2000-12-10 | Memphis, Estados Unidos.                                             |                                                             |
| Victoria | 23-3   | José Luis Benítez       | TKO  | 1 (4), (1:06)   | 2000-09-17 | El Gran Mercado, Phoenix, Estados Unidos.                            |                                                             |
| Victoria | 22-3   | David Kamau             | TKO  | 2 (12), ?:??    | 2000-06-16 | Fantasy Springs Casino, Indio, Estados Unidos.                       | Gana los títulos de peso wélter de la OMB y la NABO.        |
| Victoria | 21-3   | Sergio Martínez         | TKO  | 7 (10), (2:57)  | 2000-02-19 | Mandalay Bay, Las Vegas, Estados Unidos.                             |                                                             |
| Victoria | 20-3   | Efraín Muñoz            | KO   | 2 (10), ?:??    | 1999-12-15 | Quiet Cannon, Montebello, Estados Unidos.                            |                                                             |
| Victoria | 19-3   | Buck Smith              | TKO  | 5 (8), ?:??     | 1999-10-23 | Will Rogers Coliseum, Fort Worth, Estados Unidos.                    |                                                             |
| Victoria | 18-3   | Danny Pérez             | SD   | 8               | 1999-06-12 | Fantasy Springs Casino, Indio, Estados Unidos.                       |                                                             |
| Victoria | 17-3   | Daniel Méndez           | KO   | 3 (?), ?:??     | 1999-06-07 | Auditorio Municipal, Tijuana, México.                                |                                                             |
| Victoria | 16-3   | Reyes Estrada           | KO   | 2 (?), ?:??     | 1998-12-04 | Auditorio Municipal, Tijuana, México.                                |                                                             |
| Victoria | 15-3   | Francisco Méndez        | KO   | 10 (?), ?:??    | 1998-06-27 | Fantasy Springs Casino, Indio, Estados Unidos.                       |                                                             |
| Victoria | 14-3   | Miguel González         | UD   | 8               | 1998-04-24 | Scottish Rite Center, San Diego, Estados Unidos.                     |                                                             |
| Victoria | 13-3   | César Valdez            | TKO  | 5 (10), ?:??    | 1997-11-29 | Orleans Hotel, Las Vegas, Estados Unidos.                            |                                                             |
| Victoria | 12-3   | Horatio García          | UD   | 10              | 1997-06-26 | Country Club, Reseda, Estados Unidos.                                |                                                             |
| Victoria | 11-3   | Juan Soberanes          | UD   | 10              | 1996-12-02 | The Pond, Anaheim, Estados Unidos.                                   |                                                             |
| Victoria | 10-3   | Alfred Ankamah          | TKO  | 4 (10)          | 1996-10-14 | Honda Center, Anaheim, Estados Unidos.                               |                                                             |
| Derrota  | 9-3    | Rodney Jones            | UD   | 10              | 1996-06-28 | Culver City, Estados Unidos.                                         |                                                             |
| Victoria | 9-2    | Yoani Cervantes         | KO   | 4 (10), ?:??    | 1996-04-18 | Los Ángeles, Estados Unidos.                                         |                                                             |
| Derrota  | 8-2    | Larry Dixon             | UD   | 10              | 1996-02-26 | Tijuana, México.                                                     |                                                             |
| Victoria | 8-1    | Antonio Ojeda           | KO   | 4 (?), ?:??     | 1995-09-10 | Tijuana, México.                                                     |                                                             |
| Victoria | 7-1    | Carlos Palafox          | PTS  | 4               | 1995-03-18 | Tijuana, México.                                                     |                                                             |
| Victoria | 6-1    | Efraín Muñoz            | PTS  | 4               | 1995-01-26 | Tijuana, México.                                                     |                                                             |
| Derrota  | 5-1    | Víctor Lozoya           | PTS  | 6               | 1994-10-17 | Tijuana, México.                                                     |                                                             |
| Victoria | 5-0    | Francisco López         | TKO  | 3 (4), ?:??     | 1994-08-05 | Ensenada, México.                                                    |                                                             |
| Victoria | 4-0    | César Roland            | KO   | 1 (4), ?:??     | 1994-06-27 | Tijuana, México.                                                     |                                                             |
| Victoria | 3-0    | Víctor Angulo           | TKO  | 4 (4), ?:??     | 1994-04-25 | Tijuana, México.                                                     |                                                             |
| Victoria | 2-0    | Gilberto Plata          | UD   | 4               | 1994-01-21 | Tijuana, México.                                                     |                                                             |
| Victoria | 1-0    | José Trujillo           | UD   | 4               | 1994-01-14 | Tijuana, México.                                                     | Debut profesional de Margarito; solo tenía 15 años de edad. |